# Алексеев, Борис Владимирович
Борис Владимирович Алексеев (2 мая 1938 года, Орехово-Зуево - 12 октября 2022 года, Москва) — российский учёный, доктор физико-математических наук, профессор, заслуженный деятель науки и техники РФ, почётный работник высшего профессионального образования России, почётный работник науки и техники Российской Федерации.

## Биография
Родился 2 мая 1938 года в г. Орехово-Зуево Московской области. После окончания московской школы с золотой медалью поступил в Московский Физико-технический институт, аэромеханический факультет которого окончил в 1961 году.
Академик А. А. Дородницын, директор только что образованного первого в стране Вычислительного Центра АН СССР, отобрал Б. В. Алексеева наряду с другими наиболее способными студентами Физтеха для обучения на базе ВЦ АН СССР. Под руководством А. А. Дородницына были выполнены дипломная работа Б. В. Алексеева и кандидатская диссертация по специальности «Механика жидкости, газа и плазмы», защищённая в МФТИ в 1964 году. По материалам диссертации в 1967 году была опубликована монография «Пограничный слой с химическими реакциями», построенная на сформулированной Б. В. Алексеевым идее математического эксперимента на примере входа головных частей ракет дальнего действия в плотные слои атмосферы.
Б. В. Алексеевым были созданы численные методы решения нелинейных уравнений в частных производных и проведены расчёты горящих и сублимирующих тел вращения. Эти расчёты позже использовались при моделировании обтекания космических кораблей многоразового действия. Монография была переведена в США.
Внёс большой вклад в развитие информатики. Являлся первым представителем от СССР в Международной рабочей группе по использованию ЭВМ для сбора и обработки численных данных для науки и техники в международной организации CODATA, участвовал в инициативных работах по созданию Информационных центров в СССР. Более 20 лет работал референтом ВИНИТИ по отделам механики и физики.

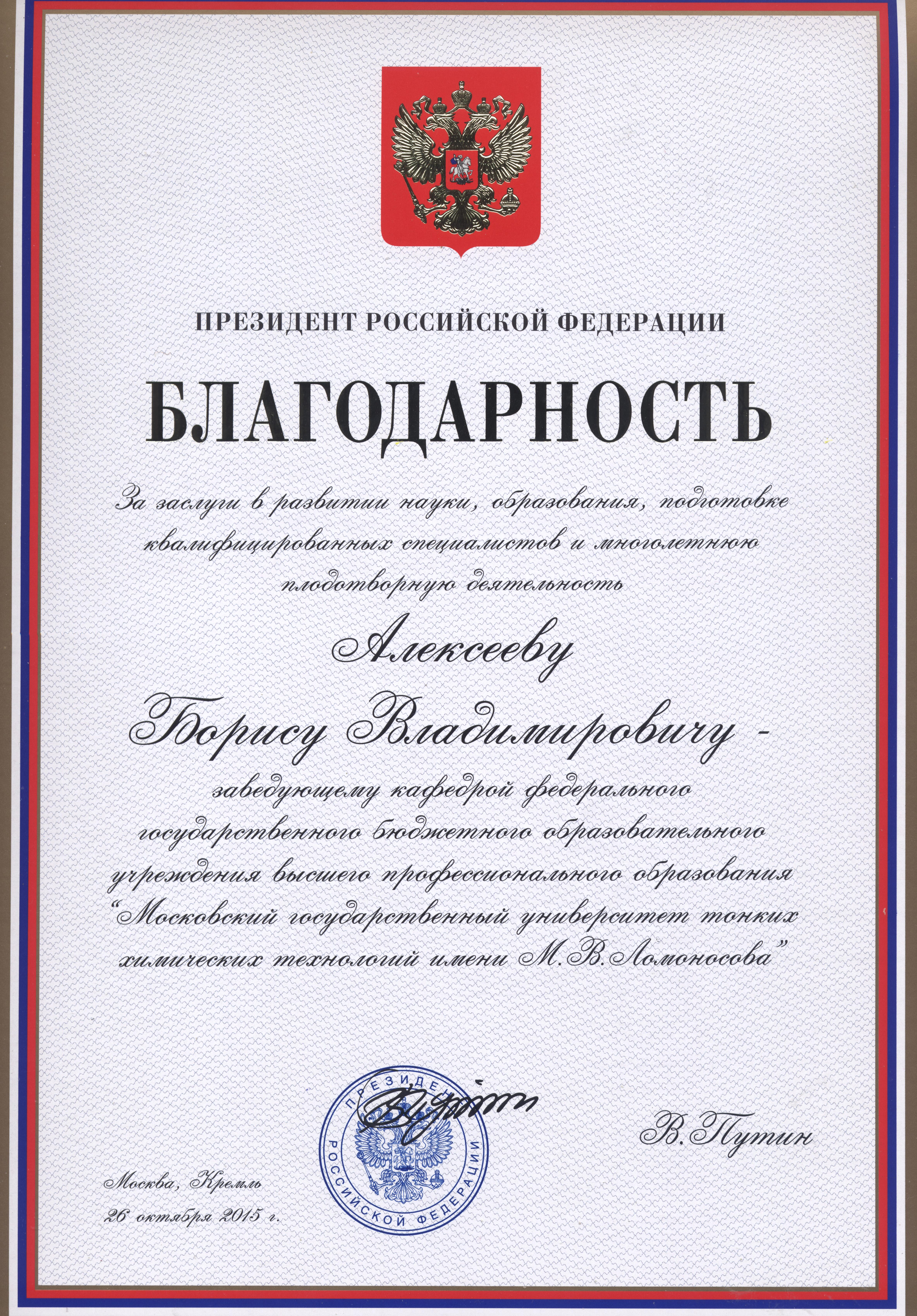
Благодарность от В. В. Путина

Внёс фундаментальный вклад в современную физическую кинетику. В 1973 году как старший научный сотрудник Вычислительного Центра АН СССР защитил докторскую диссертацию по специальности «Теоретическая и математическая физика» .
Б. В. Алексеевым были разработаны численные методы решения теплофизических задач, сводящихся к нелинейным интегро-дифференциальным уравнениям, были разработаны методы Монте-Карло решения самосогласованных тепло- и электрофизических задач, в частности, взаимодействия мощных электронных пучков с плотными средами, диагностики плазмы. Исключительный вклад принадлежит Б. В. Алексееву в создание и развитие кинетической теории реагирующих газов. Им было проведено обобщение уравнения Больцмана для смеси газов с химическими реакциями, построены методы возмущений и был предложен обобщённый метод Энскога, позволяющий получить коэффициенты переноса в химически неравновесной смеси газов при произвольном соотношении упругих и неупругих столкновений.
Б. В. Алексеев являлся одним из основоположников нелокальной физики. Обобщённое (нелокальное) уравнение Больцмана было выведено Б. В. Алексеевым в 1987 году и является основой обобщённой больцмановской физической кинетики (ОБФК). Результаты исследований Б. В. Алексеева по нелокальной физике были опубликованы в ведущих российских и зарубежных физических журналах, изложены в монографиях, докладывались на научных конференциях, симпозиумах и семинарах. Б. В. Алексеев читал лекции по ОБФК в качестве приглашённого профессора в Болгарии, трижды в США (в том числе в университетах Алабамы, Обурна, в Авиационном и космическом центре имени Маршалла, г. Хантсвилл, Ред Стоун), пять раз с начала девяностых годов избирался по результатам международных конкурсов на должность профессора первого класса (специальность: физическая механика) в Университете Прованса (Лаборатория неравновесных сред, Марсель, Франция).
Был членом Учёных советов МИТХТ и НТС МИТХТ, руководителем Центра теоретических основ нанотехнологии, членом Редколлегии журнала «Экологические системы и приборы», Associate Editor журнала «Advances in Astrophysics».
Б. В. Алексеев являлся членом Оргкомитета Российской академии наук, председателем Московского регионального отделения и заместителем председателя Секции физики, электроники и энергетики. Около 10 лет работал членом экспертной комиссии ВАК СССР и членом Учёного совета Института высоких температур АН СССР.

## Педагогическая деятельность
Одновременно с работой в ВЦ АН СССР начал педагогическую деятельность в Московском Авиационном институте (с 1969 года — доцент по кафедре «тепловые двигатели»). С 1973 года профессор по кафедре «физика», Б. В. Алексеев заведовал кафедрой физики МАИ, а с 1983 года — кафедрой физики Московской Академии тонкой химической технологии имени М. В. Ломоносова.

## Награды и звания

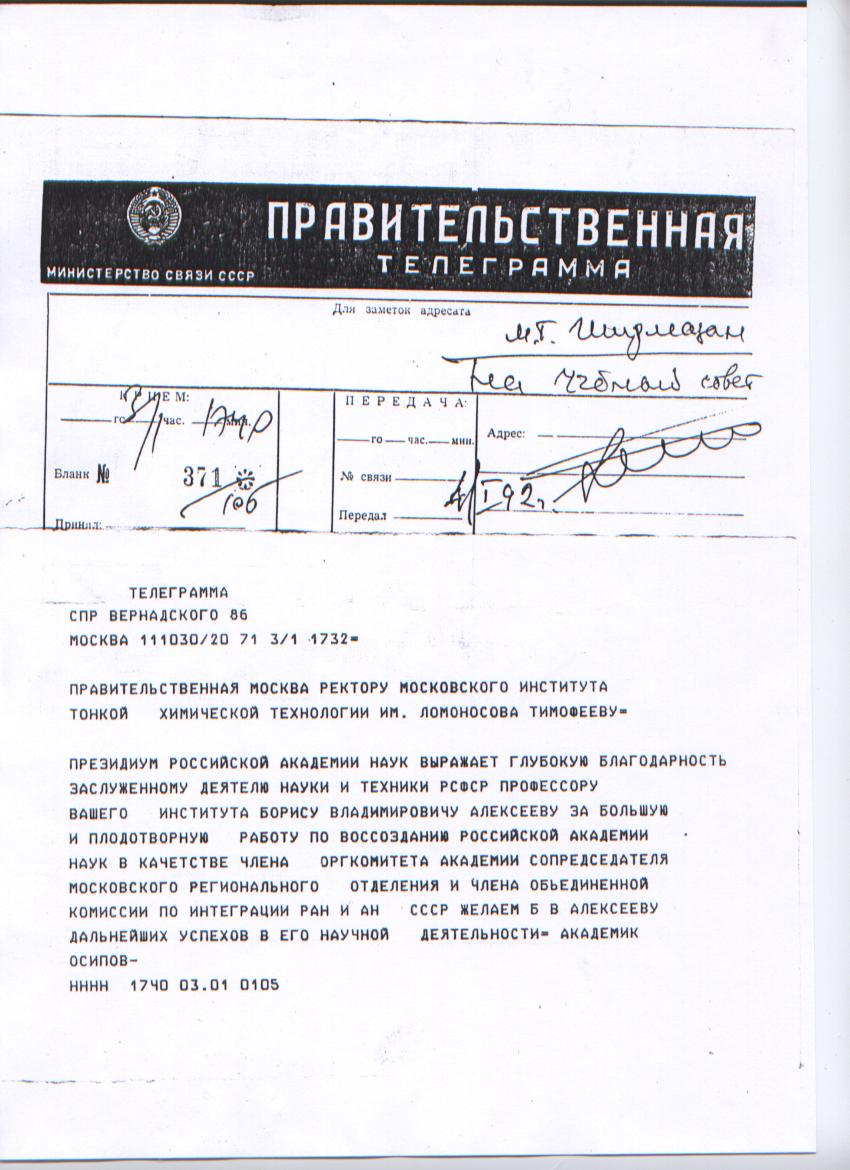
Алексеев Б. В. Правительственная телеграмма

Отмечен Американским биографическим институтом (медаль почёта ABI USA, человек года 1999).
В 1987 году был избран членом Национального комитета СССР по теоретической и прикладной механике.
В 1988 году присвоено звание Заслуженный деятель науки и техники РСФСР.
В 1993 году был избран в Международную Академию наук высшей школы (МАН ВШ, секция общей физики и астрономии), Нью-Йоркскую академию наук.
С 1994 года присуждена государственная стипендия для выдающихся учёных.

## Основные публикации
Автор более 280 печатных работ, в том числе 20 книг по проблемам процессов переноса в нейтральных и ионизованных газах, жидкости и твёрдых телах.

### На английском языке
- Alexeev B.V. The Generalized Boltzmann Equation. — London: Phil. Trans. Roy. Soc. London, A. December 1994, vol. 349, no. 1691, p. 417, 1994.

- Alexeev B.V. The Generalized Boltzmann Equation, Generalized Hydrodynamic Equations and Their Applications. — Physica A, 1995, no. 216, p. 459, 1995.

- Alexeev B.V. Generalized Boltzmann Physical Kinetics. — The Netherlands: Elsevier Amsterdam, 2004. — 368 с.

- Alexeev B.V. Application of Non-local Physics in the Theory of Hubble  Expansion. В книге "Einstein and Hilbert: Dark Matter".. — Mexico: Univerisdad de Zacatecas, 2011.

- Alexeev B.V. Unified Non-local Theory of Transport Processes. — The Netherlands: Elsevier Amsterdam, 2015. — 644 с. Chinese Edition: Singapore, Pte Ltd. and Harbin Institute of Technology Press, 2016.

- Alexeev B.V. Unified Non-local Relativistic Theory of Transport Processes. — The Netherlands: Elsevier Amsterdam, 2016. — 455 с.

- Alexeev B.V. Nonlocal Astrophysics. Dark Matter, Dark Energy, Physical Vacuum. — The Netherlands: Elsevier Amsterdam, 2017. — 454 с.

- Alexeev B.V. Extremal States in Nonlocal Physics. — Lambert, 2018. — 468 с.

- Alexeev B.V. Acute problems of theoretical physics. — Lambert, 2020. — 532 с.

- Alexeev B.V. Transport processes in Black matter including the black holes. Theory of gravitational waves. — Lambert, 2020. — 252 с.

- Alexeev B.V. Transport processes in Physical Vacuum. — Lambert, 2020. — 392 с.

- Alexeev B.V. Main Problems of the Theoretical Physics and Artifacts of Local Physics. — Journal of Modern Physics, 12, 1048-1108., 2021.

- Alexeev B.V. Nonlocal Theory of Superconductivity. — Lambert, 2021. — 300 с.

### На русском языке
- Алексеев Б.В. Пограничный слой с химическими реакциями. — М.: Вычислительный центр АН СССР. Труды Вычислительного Центра, 1967. — 126 с.

- Алексеев Б.В. Метод Энскога в кинетической теории реагирующих газов. Коллективная монография «Очерки физики и химии низкотемпературной плазмы», под редакцией Л.С. Полака. — М.: Наука, 1971. — 433 с.

- Алексеев Б.В. Математическая кинетика реагирующих газов. — М.: Наука, 1982. — 421 с.

- Алексеев Б.В., Грушин И.Т. Процессы переноса в реагирующих газах и плазме. — М.: Энергоатомиздат, 1994.

- Алексеев Б.В. Обобщённая  больцмановская физическая кинетика. Обзор. — ТВТ, т.35, №1,с. 129, 1997.

- Алексеев Б.В. К кинетической и гидродинамической теории жидкости. — ТВТ, т.36, №2, с. 215, 1998.

- Алексеев Б.В. Физические основы обобщённой больцмановской кинетической теории газов. — Успехи физических наук, т. 170, №6, с. 649, 2000.

- Алексеев Б.В. Физические основы обобщённой больцмановской кинетической теории ионизованных газов. — Успехи физических наук, т. 173, №2, с. 145, 2003.